# Lehtosaari (ö i Norra Karelen, Joensuu, lat 62,47, long 29,59)
Lehtosaari är en ö i Finland. Den ligger i sjön Pyhäselkä och i kommunen Libelits i den ekonomiska regionen  Joensuu ekonomiska region  och landskapet Norra Karelen, i den sydöstra delen av landet, 400 km nordost om huvudstaden Helsingfors. Öns area är 3,2 hektar och dess största längd är 290 meter i öst-västlig riktning.